# 京柱峠
京柱峠（きょうばしらとうげ）は、徳島県三好市東祖谷樫尾と高知県長岡郡大豊町西峰の県境に位置する峠である。標高1,123m。眺望は素晴らしい。

## 概要
弘法大師が阿波から土佐へ向かった時、麓の祖谷の村よりあまりにも遠く、この峠を越えるのは京に上るほどだということからこの峠名がついたという。
峠を越える道は国道439号（国道492号・徳島県道・高知県道113号東祖谷山大杉停車場線重複）に指定されている。この峠越え区間は全線が狭隘であるだけでなく、ガードレールが無い箇所や陥没している箇所等もあり、酷道と呼ばれる国道439号の中でも屈指の難所となっている。冬季は積雪等のため閉鎖通行止めとなる。
2014年からは自転車イベント「ツールドにし阿波」の会場として、最難関コースのチェックポイントに設定されており、イベント当日は参加している関係者やサイクルツーリストで賑わう場にもなっている。
かつては峠に茶屋が存在していたが、店主の高齢により2018年4月に閉業した（冬季休業のため、実質的に最後の営業は2017年11月まで）。

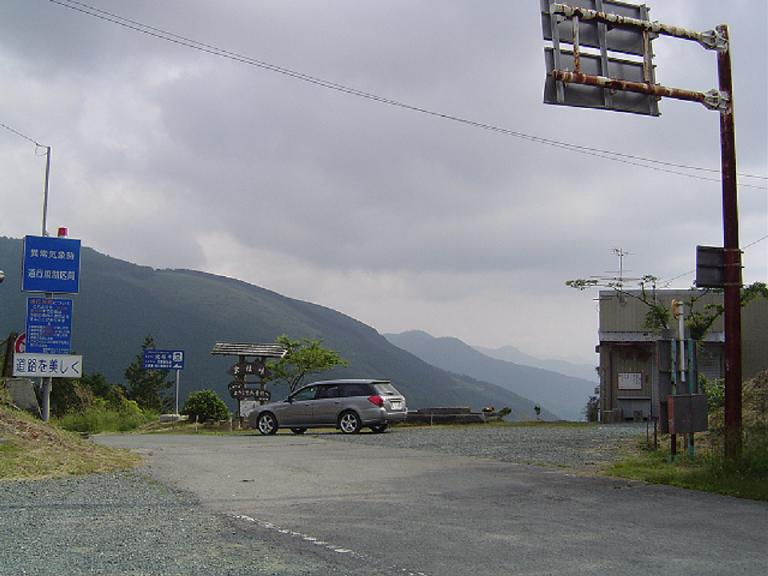
京柱峠
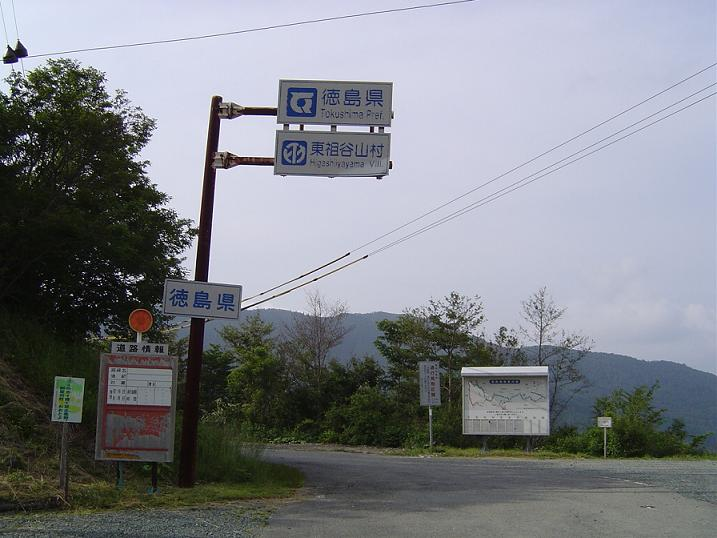
京柱峠
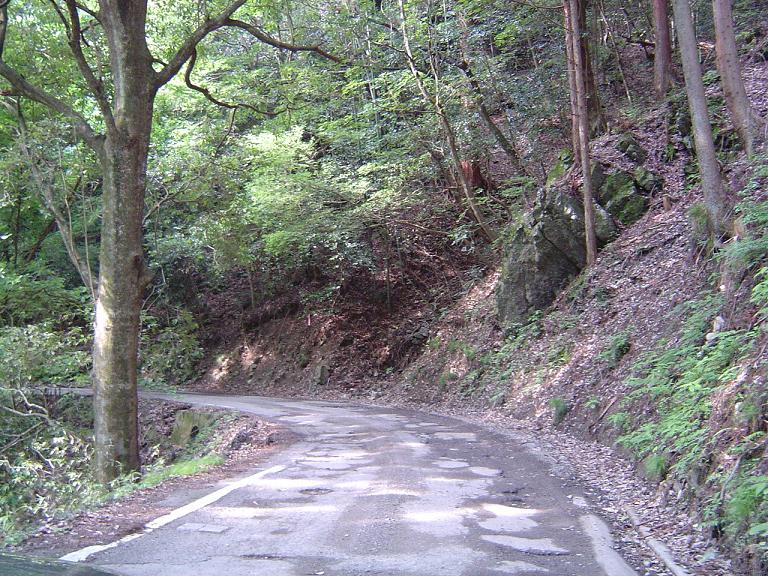
道路状況（2005年）

## 参考資料
- 徳島県の地名（平凡社）